# Laizhou hong
Laizhou hong (莱州红犬 (kinesiska)) är en hundras från Kina. När Shandong-provinsen öppnades för tyska handelsmän på 1800-talet förde dessa med sig grand danois, tyska schäferhundar och rottweiler vilka korsades med den lokala shandong xian hound. Den har använts som vallhund, vakthund och jakthund. Rasen är nationellt erkänd av den kinesiska kennelklubben China Kennel Union (CKU).